# Первомайское (Карачаево-Черкесия)
Первома́йское — село в Малокарачаевском районе Карачаево-Черкесской Республики.
Образует муниципальное образование «Первомайское сельское поселение», как единственный населённый пункт в его составе.

## География
Село расположено в северной части Малокарачаевского района, по обоим берегам реки Подкумок. Находится в 70 км (по дороге) к юго-востоку от города Черкесск, на трассе Р157. На востоке фактически слился с районным центром — Учкекен.
Площадь территории сельского поселения составляет — 128,87 км2.
Граничит с землями населённых пунктов: Терезе на западе, Римгорское на северо-востоке и Учкекен на востоке.
Населённый пункт расположен в горной зоне республики. Рельеф в основном представляет собой гористую местность с пологим уклоном. Вдоль северной окраин села тянется Боргустанский хребет, на юге северные нагорные отроги Скалистого хребта. Средние высоты на территории села составляют 984 метров над уровнем моря. 
Гидрографическая сеть в основном представлена рекой Подкумок и его левыми притоками Танажуко и Белая Речка. Имеются выходы минеральных вод, с различными химическими составами. 
Климат влажный умеренный. Средняя годовая температура воздуха составляет + 7°С. Наиболее холодный месяц — январь (среднемесячная температура —3°С), а наиболее тёплый — июль (+ 22°С). Заморозки начинаются в середине ноября и заканчиваются в середине апреля. Среднегодовое количество осадков составляет около 650 мм в год. Основная их часть приходится на период с апреля по июнь. 

## История
Населённый пункт был основан кабардинскими дворянами Абуковыми в 1775 году. До этого аул Абуковых располагался в районе Пятигорья, но из-за начала русской колонизации, абуковцы отступили выше по течению реки Подкумок и обосновались на своём современном местоположении.
В 1847 году к югу от города Кисловодск обосновался аул Атажуко Абукова.
В 1886 году аул Атажуко Абукова был переселён с южных окраин города Кисловодск и объединён с аулом Абуковский. Однако из-за многочисленных стычек с казаками Кисловодска, в начале XX века жителями аула был поднят вопрос о переселении.
В 1904 году большая часть населения аула Старо-Абуковский переселился на северные окраины Зольских пастбищ и основало там новое поселение.
В 1925 году аул Абуковский был переименован как и другие черкесские и абазинские аулы, из-за присутствия в их названиях фамилий княжеских и дворянских родов. В результате, аул получил своё современное название — Первомайское.
В 1957 году селение избрано административным центром Малокарачаевского района. В 1960 году административный центр района перенесён в село Учкекен.

## Население
| 1970  | 1979  | 2002  | 2010  | 2012  | 2013  | 2014  |
| ----- | ----- | ----- | ----- | ----- | ----- | ----- |
| 4233  | ↗4996 | ↗5322 | ↗5904 | ↗5958 | ↗5961 | ↗5994 |
| 2015  | 2016  | 2017  | 2018  | 2019  | 2020  | 2021  |
| ↗6039 | ↘5997 | ↘5995 | ↗6010 | ↘5939 | ↘5912 | ↗6474 |
| 2023  | 2024  | 2025  |       |       |       |       |
| ↘6444 | ↘6428 | ↘6399 |       |       |       |       |

Плотность — 49.65 чел./км2.
Национальный состав
По данным Всероссийской переписи населения 2010 года:
| Народ                | Численность, чел. | Доля от всего населения, % |
| -------------------- | ----------------- | -------------------------- |
| карачаевцы           | 5 280             | 89,4 %                     |
| кабардинцы (черкесы) | 210               | 3,6 %                      |
| русские              | 138               | 2,3 %                      |
| абазины              | 103               | 1,7 %                      |
| другие               | 173               | 3,0 %                      |
| всего                | 5 904             | 100 %                      |

## Образование
- Гимназия № 6 — ул. Шоссейная, 110.
- Профессиональный лицей № 2 — ул. Шоссейная, 104.
- Первомайский аграрный колледж — ул. Шоссейная, 61.
- Начальная школа Детский сад «Голосок» — ул. Шоссейная, 71.

## Здравоохранение
- Участковая больница — ул. Шоссейная, 93.
- Районная ветеринарная станция — ул. Победы, 11.

## Культура
- Дом культуры
- Библиотека
- Стадион с открытой площадкой

Общественно-политические организации:
- Совет ветеранов труда и войны

## Ислам
В селе действуют две мечети.

## Достопримечательности
- Памятники защитникам отечества (ВОВ) расположены в юго-восточном углу стадиона. На 9 мая школьники организованно возлагают к их подножью цветы.
- Сосновый бор располагается к западу от агроколледжа. Здесь можно прогуляться по хвойному бору.
- Пещера Хаджи-Даута располагается в одноимённой горе Боргустанского хребта, но спуск в неё не рекомендуется. По одной из версий в горной породе пару десятков лет назад произошел разлом и имеются ядовитые испарения, предположительно метана.
- Пещера Сеит-бия — грот, расположенный на левом берегу реки Подкумок, место отдыха грозного объездчика Сеит-бия, охранявшего колхозные поля от потравы и набегов.
- Скачки — это мероприятие проводится на горе к югу от жилой местности села и собирает достаточно большое число зрителей и участников со всего района.

## Улицы
| Абуковская    |
| Богатырёвская |
| Братская      |
| Верхняя       |
| Горная        |
| Заводская     |
| Зелёная       |
| Кавказская    |
| Кирова        |
| Кирпичная     |
| Красивая      |
| Кулак         |
| Ленина        |

| Лесная        |
| Майская       |
| Мирная        |
| Мостовая      |
| Новая         |
| Октябрьская   |
| Перевальная   |
| Победы        |
| Подгорная     |
| Правобережная |
| Промышленная  |
| Речная        |

| Родниковая   |
| Садовая      |
| Светлая      |
| Северная     |
| Совхозная    |
| Солнечная    |
| Тамбиева     |
| Умара Алиева |
| Учкуланская  |
| Хурзукская   |
| Широкая      |
| Шоссейная    |